# Ornithogalum × wildtii
Ornithogalum × wildtii là một loài thực vật có hoa lai ghép trong họ Asparagaceae. Loài này được Podp. mô tả khoa học đầu tiên năm 1913.